# Junioreuropamästerskapet i ishockey 1974
Junioreuropamästerskapet i ishockey 1974 var 1974 års upplaga av turneringen.

## Grupp A
Spelades i Herisau i Schweiz under perioden 22-30 mars 1974.
| Lag                | Sverige | Sovjetunionen | Finland | Tjeckoslovakien | Polen | Schweiz | gjorda mål/insläppta mål | poäng |
| ------------------ | ------- | ------------- | ------- | --------------- | ----- | ------- | ------------------------ | ----- |
| 1. Sverige         | —       | 4-1           | 5-2     | 11-2            | 15-3  | 21-1    | 56-09                    | 10    |
| 2. Sovjetunionen   | 1-4     | —             | 12-3    | 8-1             | 10-2  | 14-1    | 45-11                    | 08    |
| 3. Finland         | 2-5     | 3-12          | —       | 3-2             | 9-2   | 6-4     | 23-25                    | 06    |
| 4. Tjeckoslovakien | 2-11    | 1-8           | 2-3     | —               | 7-3   | 15-1    | 27-26                    | 04    |
| 5. Polen           | 3-15    | 2-10          | 2-9     | 3-7             | —     | 5-3     | 15-44                    | 02    |
| 6. Schweiz         | 1-21    | 1-14          | 4-6     | 1-15            | 3-5   | —       | 10-61                    | 0     |

Schweiz nedflyttade till 1975 års B-grupp.

## Priser och utmärkelser
- Poängkung: Kent Nilsson, Sverige (16 poäng)
- Bästa målvakt: Åke Andersson, Sverige
- Bästa försvarare: Vladimir Vlcek, Tjeckoslovakien
- Bästa anfallare: Thomas Gradin, Sverige

## Grupp B
Spelades i Bukarest i Rumänien från 9-20 mars 1974.

### Första omgången
grupp 1
| Lag             | Västtyskland | Norge | Jugoslavien | Frankrike | Ungern | gjorda mål/insläppta mål | poäng |
| --------------- | ------------ | ----- | ----------- | --------- | ------ | ------------------------ | ----- |
| 1. Västtyskland | —            | 8-1   | 10-2        | 15-1      | 15-0   | 48-04                    | 8     |
| 2. Norge        | 1-8          | —     | 8-3         | 8-1       | 3-0    | 20-12                    | 6     |
| 3. Jugoslavien  | 2-10         | 3-8   | —           | 5-5       | 8-4    | 18-27                    | 3     |
| 4. Frankrike    | 1-15         | 1-8   | 5-5         | —         | 7-5    | 14-33                    | 3     |
| 5. Ungern       | 0-15         | 0-3   | 4-8         | 5-7       | —      | 09-33                    | 0     |

grupp 2
| Lag          | Rumänien | Bulgarien | Danmark | Österrike | Italien | gjorda mål/insläppta mål | poäng |
| ------------ | -------- | --------- | ------- | --------- | ------- | ------------------------ | ----- |
| 1. Rumänien  | —        | 6-1       | 15-2    | 8-7       | 6-0     | 35-10                    | 8     |
| 2. Bulgarien | 1-6      | —         | 5-5     | 12-0      | 7-1     | 25-12                    | 5     |
| 3. Danmark   | 2-15     | 5-5       | —       | 4-0       | 6-5     | 17-25                    | 5     |
| 4. Österrike | 7-8      | 0-12      | 0-4     | —         | 7-4     | 14-28                    | 2     |
| 5. Italien   | 0-6      | 1-7       | 5-6     | 4-7       | —       | 10-26                    | 0     |

### Placeringsmatcher
| Nionde plats | Ungern       | 6-1 (1-0, 3-0, 2-1)  | Italien     |  |
| Sjunde plats | Österrike    | 5-3 (3-2, 2-0, 0-1)  | Frankrike   |  |
| Femte plats  | Danmark      | 5-3 (0-0, 2-2, 3-1)  | Jugoslavien |  |
| Tredje plats | Bulgarien    | 8-2 (2-1, 2-0, 4-1)  | Norge       |  |
| Final        | Västtyskland | 10-3 (2-0, 4-1, 4-2) | Rumänien    |  |

Västtyskland uppflyttade till 1975 års B-grupp.

### Fotnoter
1. ↑  ”Championnat d'Europe 1974 des moins de 19 ans” (på franska). Hockeyarchives. 11 mars 1974. http://www.passionhockey.com/hockeyarchives/U-19_1973.htm. Läst 29 november 2014.